# Divadlo U22
Divadlo U22 je činoherní scéna s divadelní kavárnou v obvodu Praha 10 v městské části Praha 22, Uhříněves, ulice K sokolovně 201/8, 

## Popis
Kapacita hlediště je 296 míst k sezení (včetně balkónu) a s možností dalších 20 míst přístavků.
V divadle se vedle divadelních představení konají také koncerty, kurzy tance, plesy a další společenské a kulturní aktivity.